# Panolis beltes
Panolis beltes là một loài bướm đêm trong họ Noctuidae.